# Baytex Energy
Baytex Energy est une société canadienne engagée dans la production, le développement et l'exploration du pétrole, principalement du pétrole lourd, ainsi que du gaz naturel. Constituée à l'origine sous la forme d'une fiducie, elle est devenue une société en janvier 2011, en raison de modifications apportées au régime fiscal. Le pétrole lourd représente 67 % de sa production et 70 % de ses réserves. Ses avoirs en Alberta et en Colombie-Britannique sont situés dans le bassin sédimentaire de l'Ouest canadien. Baytex effectue aussi des opérations dans le Dakota du Nord.
Pour l'année fiscale 2010, la production totale a été de 44 341 bbl/j de pétrole (53 % en Alberta), soit une croissance de 7 % par rapport à l'année précédente. Dans les neuf premiers mois de 2010, la production moyenne a été de 6 042 TEP/j, soit 7,7 % de plus que durant la même période en 2009 et 6,8 % de plus pour l'année, le pétrole léger et le gaz naturel liquide constituant une partie moins importante de la production (14,9 % de janvier à septembre 2010, par rapport à 16,8 % en 2009 et 18,8 % en 2008). Ces proportions pourraient changer vu que les pétroles de type léger et moyen (d'une densité API supérieure à 22,3 degrés) constituent une part croissante de ses réserves.

## Histoire
À ses débuts, entre 1993 et 2000, la société était surtout centrée sur le développement de ses avoirs dans le Nord et le Sud-Est de l'Alberta, contenant du pétrole léger et du gaz naturel. En avril 2008, elle a offert 181 millions $ pour l'achat de Burmis Energy, une entreprise de Calgary de pétrole et de gaz naturel, qui était à l'époque neuf fois plus petite que Baytex. Cette affaire a permis à Baytex de produire du pétrole lourd de type Seal Heavy en Alberta et d'accroître sa production de 3 650 bbl/j en équivalent pétrole. Une grande partie des avoirs en pétrole lourd et en gaz naturel ont été achetés à True Energy Trust à l'été 2009 pour 79,9 millions $. La transaction, qui incluait des propriétés près de Lloydminster et Kerrobert en Saskatchewan (pétrole lourd) ainsi qu'au centre de l'Alberta (gaz naturel), a permis d'accroître la production de 7 % et les rentrées d'argent de 6 %.
En octobre 2010, Baytex a vendu la moitié de ses avoirs dans les sites de pétrole lourd de Kerrobert à Petrobank Energy and Resources, ainsi qu'une autre propriété située à Dawson, pour la somme de 15 millions $. Les technologies THAI et CAPRI peuvent aider Baytex à mieux exploiter les ressources ,.
En février 2011, Baytex a conclu une transaction de 156,5 millions $ avec une compagnie privée pour des avoirs de pétrole lourd en Saskatchewan, près de Seal Lake et Lloydminster. Cette acquisition a ajouté plus de 10 millions de tonnes de barils en équivalent pétrole et en réserves probables, faisant augmenter la production de 5 %.
En février 2014, Baytex acquiert l'entreprise pétrolière australienne Aurora Oil & Gas pour 2,6 milliards de dollars canadiens.
En juin 2018, Baytex annonce l'acquisition Raging River pour 2,8 milliards de dollars.

## Opérations
Baytex compte cinq filiales: Baytex Energy, Baytex Energy Partnership, Baytex Energy Oil & Gas et Baytex Energy (États-Unis). Les réserves totalisaient 197 millions de barils équivalent pétrole à la fin 2009.

### Pétrole lourd canadien
- Alberta - Seal, Ardmore, Cold Lake, Lindbergh
  - Seal (254 km2 non développés). Propriété à 100 % de sables bitumineux au moyen de bail à long terme. La production moyenne était de 5 095 bbl/j en 2009.
  - Ardmore (158 km2 non développés). Propriété acquise en 2002. Production de 4 238 bbl/j (incluant 374 millions de pieds cubes de gaz naturel.
  - Cold Lake (55 km2 non développés). Production de 476 bbl/j.
  - Lindbergh (participation de 21,25 %). Production de moins de 600 bbl/j.
- Saskatchewan - Lloydminster et Kerrobert
  - Templeflags (31 km2 non développés). Propriété acquise en 2000. Production de 4 238 bbl/j de pétrole (48,7 %) et de gaz naturel (51,3 %).

### Gaz et pétrole canadien léger et moyen
Environ 1 173 km2 de terrain non développé. Production moyenne de 15 063 bbl/j d'équivalent pétrole en 2009, dont 56,6 % de gaz naturel.
- Colombie-Britannique (acquis en décembre 2004) : autour de Stoddart. Tout le pétrole extrait (49,4 % de la production totale) est raffiné par Baytex, tandis que le gaz naturel est pré-traité sur place avant d'être traité dans d'autres usines de la province, qui n'appartiennent pas à Baytex.
- Alberta: autour de Bon Accord, Pembina et plusieurs petites propriétés entre ces endroits et Calgary.
  - Bon Accord - fait partie de la compagnie depuis 1997. Produit du pétrole léger et du gaz naturel, dans un rapport respectif 2/3 et 1/3. La technique de forage horizontal est utilisée pour accroître la production.
  - Pembina - (113 km2 non développés). Propriétés acquises en 2007 et 2008. La majeure partie de la production vient de la formation Nisku.
- Saskatchewan - Dodsland, au sud-est de la Saskatchewan. 139 km2 avec des puits produisant du pétrole léger. Le forage se fait par puits horizontaux avec fracturation.

### États-Unis
Nombreuses propriétés dans le Dakota du Nord.